# I Won't Give Up
"I Won't Give Up" là bài hát của ca sĩ người Mỹ Jason Mraz. Nó được phát hành như đĩa đơn thứ hai từ album phòng thu thứ tư của anh, vào nhày 3 tháng 1 năm 2012 trên iTunes.

## Đánh giá phê bình
Bill Lamb từ About.com cho bài hát 4.5 sao trên 5.

## Vị trí xếp hạng
Bài hát xuất hiện lần đầu tiên trênBillboard Hot 100 ở vị trí thứ tám, và lập tức quán quân Digital Songs Chart với 229.000 lượt download trong tuần đầu tiên.

## Trình diễn trực tiếp
Mraz biểu diễn ca khúc lần đầu tiên trong một chuyến lưu diễn năm 2011, trước khi phiên bản chính thức được phát hành. Anh sẽ trình diễn trực tiếp ca khúc trên The Today Show vào 16 tháng 2 năm 2012.

## Danh sách track
- Tải nhạc số[3]

1. "I Won't Give Up" – 4:05

## Bảng xếp hạng
| Bảng xếp hạng (2012–13)                    | Vị trí cao nhất |
| ------------------------------------------ | --------------- |
| Úc (ARIA)                                  | 22              |
| Áo (Ö3 Austria Top 40)                     | 12              |
| Bỉ (Ultratip Flanders)                     | 14              |
| Bỉ (Ultratip Wallonia)                     | 28              |
| Canada (Canadian Hot 100)                  | 11              |
| Đức (GfK)                                  | 73              |
| Ireland (IRMA)                             | 9               |
| Hà Lan (Dutch Top 40)                      | 3               |
| Hà Lan (Single Top 100)                    | 3               |
| New Zealand (Recorded Music NZ)            | 37              |
| Na Uy (VG-lista)                           | 15              |
| Scotland (OCC)                             | 14              |
| South Korea International Singles (Gaon)   | 1               |
| Tây Ban Nha (PROMUSICAE)                   | 23              |
| Thụy Sĩ (Schweizer Hitparade)              | 28              |
| Anh Quốc (OCC)                             | 11              |
| Hoa Kỳ Billboard Hot 100                   | 8               |
| Hoa Kỳ Adult Alternative Songs (Billboard) | 18              |
| Hoa Kỳ Adult Contemporary (Billboard)      | 3               |
| Hoa Kỳ Adult Pop Airplay (Billboard)       | 8               |
| Hoa Kỳ Pop Airplay (Billboard)             | 20              |

| Bảng xếp hạng (2012)                                | Vị trí |
| --------------------------------------------------- | ------ |
| Áo (Ö3 Austria Top 40)                              | 64     |
| Canada (Canadian Hot 100)                           | 56     |
| Hà Lan (Dutch Top 40)                               | 10     |
| Hà Lan (Single Top 100)                             | 17     |
| Vương quốc Anh (Official Charts Company)            | 46     |
| Hoa Kỳ US Billboard Hot 100                         | 25     |
| Hoa Kỳ US Adult Contemporary (Billboard)            | 16     |
| Hoa Kỳ US Adult Top 40 (Billboard)                  | 11     |
| Bảng xếp hạng (2013)                                | Vị trí |
| Vương quốc Anh UK Singles (Official Charts Company) | 152    |
| Hoa Kỳ US Adult Contemporary (Billboard)            | 16     |
| Bảng xếp hạng (2019)                                | Vị trí |
| Bồ Đào Nha (AFP)                                    | 1064   |

| Quốc gia | Chứng nhận  | Số đơn vị/doanh số chứng nhận |
| --- | ----------- | ----------------------------- |
| Úc (ARIA) | Bạch kim    | 70.000^                       |
| Áo (IFPI Áo) | Vàng        | 15.000*                       |
| Canada (Music Canada) | 3× Bạch kim | 240.000*                      |
| Ý (FIMI) | Vàng        | 25.000‡                       |
| New Zealand (RMNZ) | Vàng        | 7.500*                        |
| Thụy Sĩ (IFPI) | Vàng        | 15.000^                       |
| Anh Quốc (BPI) | Bạch kim    | 600.000‡                      |
| Hoa Kỳ (RIAA) | 6× Bạch kim | 6.000.000‡                    |
| * Chứng nhận dựa theo doanh số tiêu thụ. · ^ Chứng nhận dựa theo doanh số nhập hàng. · ‡ Chứng nhận dựa theo doanh số tiêu thụ và phát trực tuyến. · Chứng nhận dựa theo doanh số phát trực tuyến. |             |                               |